# Contea di Jefferson (Florida)
La contea di Jefferson (in inglese Jefferson County) è una contea della Florida, negli Stati Uniti. Il suo capoluogo amministrativo è Monticello.

## Geografia fisica
La contea ha un'area di 1.649 km² di cui il 6,11% è coperta d'acqua. Fa parte dell'Area Statistica Metropolitana di Tallahassee e confina con:
- Contea di Thomas - nord
- Contea di Brooks - nord-est
- Contea di Madison - est
- Contea di Taylor - sud-est
- Contea di Wakulla - sud-ovest
- Contea di Leon - ovest

## Storia
La Contea di Jefferson fu creata nel 1827 e prende il nome dal Thomas Jefferson che dal 1801 al 1809 fu il terzo presidente degli Stati Uniti.

## Comunità
Città 
- Monticello

CDP
- Aucilla
- Lamont
- Lloyd
- Wacissa
- Waukeenah

 Altre comunità non incorporate 
- Alma
- Ashville
- Capps
- Casa Blanco

- Cody
- Dills
- Drifton
- Fanlew

- Festus
- Fincher
- Jarrott
- Limestone

- Lois
- Montivilla
- Nash
- Thomas City

## Politica
| Anno | Repubblicani | Democratici | Altri |
| ---- | ------------ | ----------- | ----- |
| 2004 | 44,1%        | 55,3%       | 0,6%  |
| 2000 | 43,9%        | 53,9%       | 2,2%  |
| 1996 | 38,5%        | 52,9%       | 8,6%  |
| 1992 | 32,2%        | 48,5%       | 19,2% |
| 1988 | 52,9%        | 46,7%       | 0,4%  |